# 尼诺·比比亚
尼诺·比比亚（義大利語：Nino Bibbia，1922年3月15日—2013年5月28日），意大利男子钢架雪车和雪车运动员。他曾代表意大利参加1948年冬季奥林匹克运动会钢架雪车比赛，获得一枚金牌。